# Усть-Наринзор
Усть-Наринзо́р — село в Сретенском районе Забайкальского края России. Административный центр сельского поселения «Усть-Наринзорское»

## География
Расположено на реке Курлыч (левый приток Шилки), ниже впадения в неё реки Наринзор, в 26 км по автодороге 76А-008 к западу от Сретенска. 

## Население
| 2002 | 2010 | 2021 |
| ---- | ---- | ---- |
| 726  | ↘544 | ↘462 |

## Разное
Входит в Перечень населенных пунктов Забайкальского края, подверженных угрозе лесных пожаров.